# Station Saint-Victor
Station Saint-Victor is een spoorwegstation in de Franse gemeente Saint-Maclou-de-Folleville.